# Saint-Max

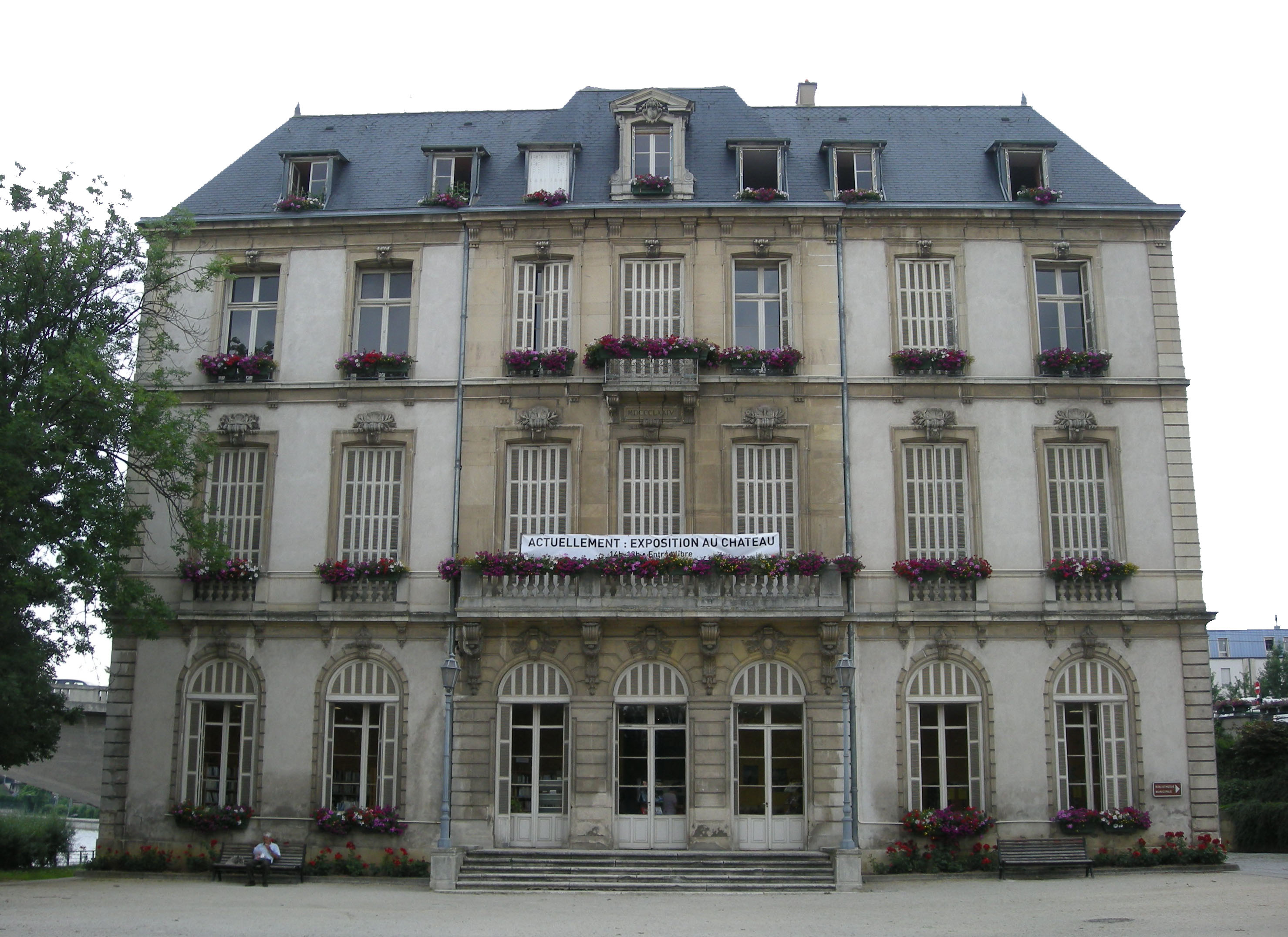
Schloss Saint-Max

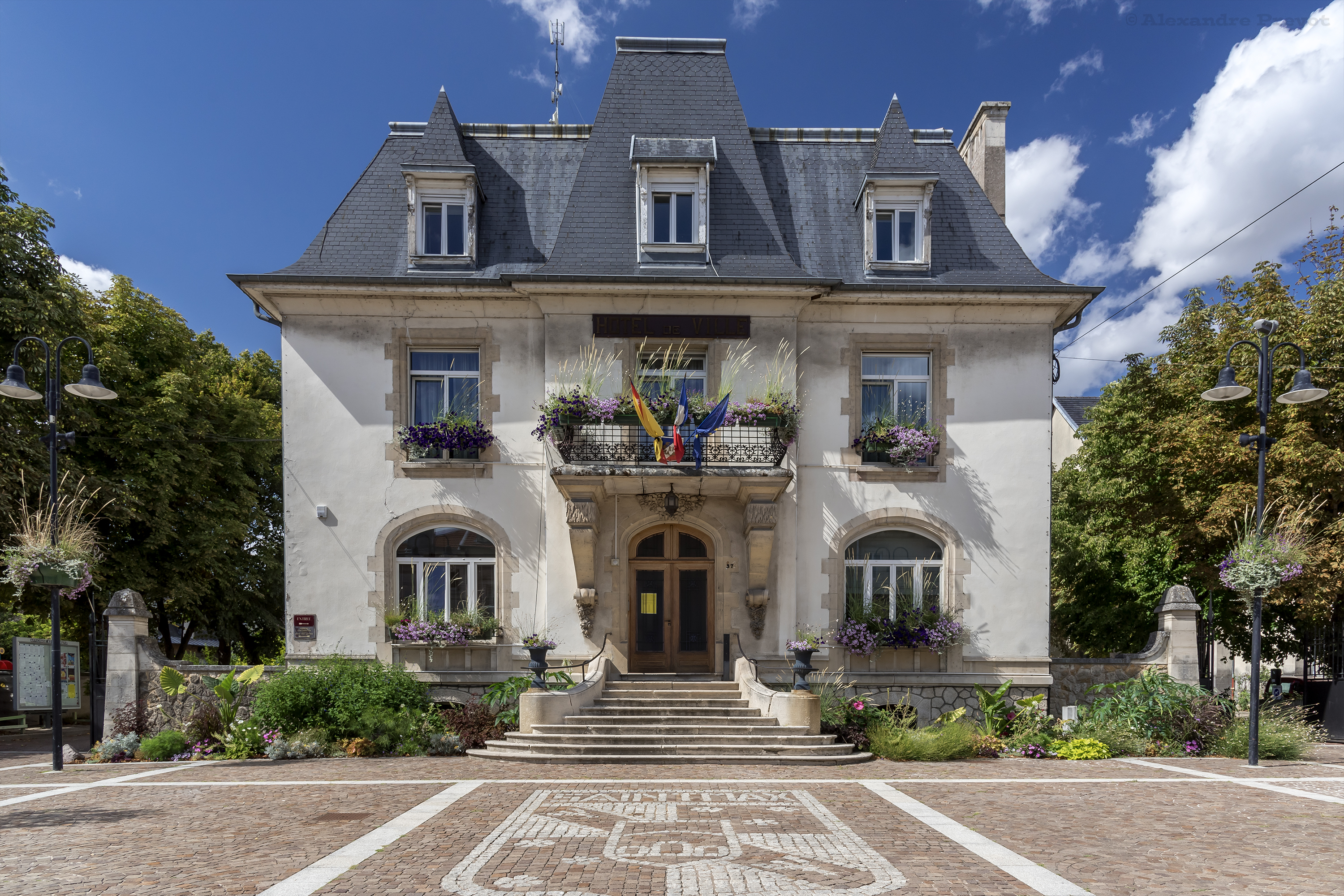
Rathaus

Saint-Max ist eine französische Gemeinde mit 10.100 Einwohnern (Stand 1. Januar 2022) im Département Meurthe-et-Moselle in der Region Grand Est (bis 2015 Lothringen). Die Stadt hat eine Fläche von 184 Hektar.

## Geografie
Saint-Max liegt am östlichen, Nancy gegenüberliegenden Ufer der Meurthe. Die Stadt erstreckt sich bis zu den Südhängen des Plateau de Sainte-Geneviève und des Plateau de Malzéville in einer Höhenlage zwischen 193 m und 342 m. Über zwei Brücken ist der Ort mit Nancy verbunden. Weitere umliegende Gemeinden sind (im Uhrzeigersinn) Malzéville, Dommartemont, Essey-lès-Nancy und Tomblaine.
Die den Ort durchziehenden Wasserläufe sind unterirdisch kanalisiert.

## Name
Saint-Max wurde erstmals 1263 unter dem Namen Saint-Mard erwähnt. Mard ist eine Verfremdung des Namens Médard (Medardus), des heiliggesprochenen Bischofs Medardus von Noyon, der im 5. und 6. Jahrhundert in Nordfrankreich lebte.
Der aktuelle Name ist erstmals 1772 belegt. Dazwischen existierten die Bezeichnungen Saint-Marc (15. Jahrhundert), Sainct-May, Sainct-Marc, Sainct-Mach und Saint-Maix (16. Jahrhundert) sowie Saint-Mâ (17. Jahrhundert). Während der Französischen Revolution wurde der Namensteil Saint, unterdrückt und der Ort zu Mâ-la-Montagne bzw. Mex-la-Montagne.

## Geschichte
Der Ort entstand im Umfeld eines kleinen, wahrscheinlich befestigten religiösen Gebäudes. Dessen erhaltener Turm ist der Kirchturm der heutigen Kirche Saint-Médard. Aus dem Jahr 1263, in der Regierungszeit des Herzogs Friedrich III. von Oberlothringen, stammt seine erste schriftliche Erwähnung.
Im 16. Jahrhundert war der Ort wegen seines Weins bekannt. 1870 wurde er noch als kleines Dorf beschrieben, dessen Häuser vorwiegend um die Kirche gruppiert waren. Lediglich an der Brücke über die Meurthe, dem Pont d’Essey, existierten ein paar weitere Gebäude.
Der Vertrag von Frankfurt, der 1871 Teile von Lothringen dem Deutschen Reich zuschlug, führte zu einem Bevölkerungszustrom in dessen französisch gebliebenes Gebiet. Vom starken Wachstum von Nancy profitierten die umliegenden Gemeinden, aus den Dörfern wurden Vorstädte. 1866 zählte Saint-Max noch 430 Einwohner, deren Zahl wuchs bis 1911 auf annähernd 3000 an. Die Ansiedlung von Industriebetrieben in den unteren Quartieren von Nancy, entlang der Bahnstrecke Paris–Strasbourg und des Canal de la Marne au Rhin, beeinflussten die Bevölkerungsentwicklung ebenfalls.
Um die Kirche Saint-Livier aus dem Jahr 1883 und die neugeschaffene Hauptstraße Rue Carnot entstand ein Viertel, das zum neuen Zentrum des Orts wurde. 1881 erreichte die Pferdebahn aus Nancy die Gemeindegrenze am Pont d’Essey. 1903 wurde eine Strecke der elektrischen Straßenbahn entlang der Avenue Carnot in Richtung Essey genehmigt, die vermutlich vor 1908 in Betrieb ging. Am 2. Dezember 1958 wurde diese Linie als letzte der Straßenbahn Nancy eingestellt, 1983 wurde stattdessen eine Oberleitungsbuslinie eingerichtet.
Während des Zweiten Weltkriegs wurde der Ort am 10. Mai 1940 von der Luftwaffe bombardiert, zwei Menschen wurden dabei getötet. Am 18. Juni 1940 nahmen Soldaten der Wehrmacht Nancy und seine Vororte ein.

### Bevölkerungsentwicklung
Auch während der Weltkriege und in der Zwischenkriegszeit wuchs die Bevölkerung stetig. Nach dem Zweiten Weltkrieg förderten die Regierungen den Bau von Wohnhäusern, dadurch entstanden neue Straßen und Viertel. Nahezu das gesamte Gemeindegebiet ist mittlerweile bebaut. 1968 war mit 12.489 Einwohnern das Bevölkerungsmaximum erreicht, seitdem ging die Einwohnerzahl wieder zurück.
| Jahr      | 1962  | 1968   | 1975   | 1982   | 1990   | 1999   | 2007   | 2019   |
| --------- | ----- | ------ | ------ | ------ | ------ | ------ | ------ | ------ |
| Einwohner | 8.521 | 12.489 | 12.463 | 11.656 | 11.075 | 10.939 | 10.050 | 10.019 |

## Verkehr

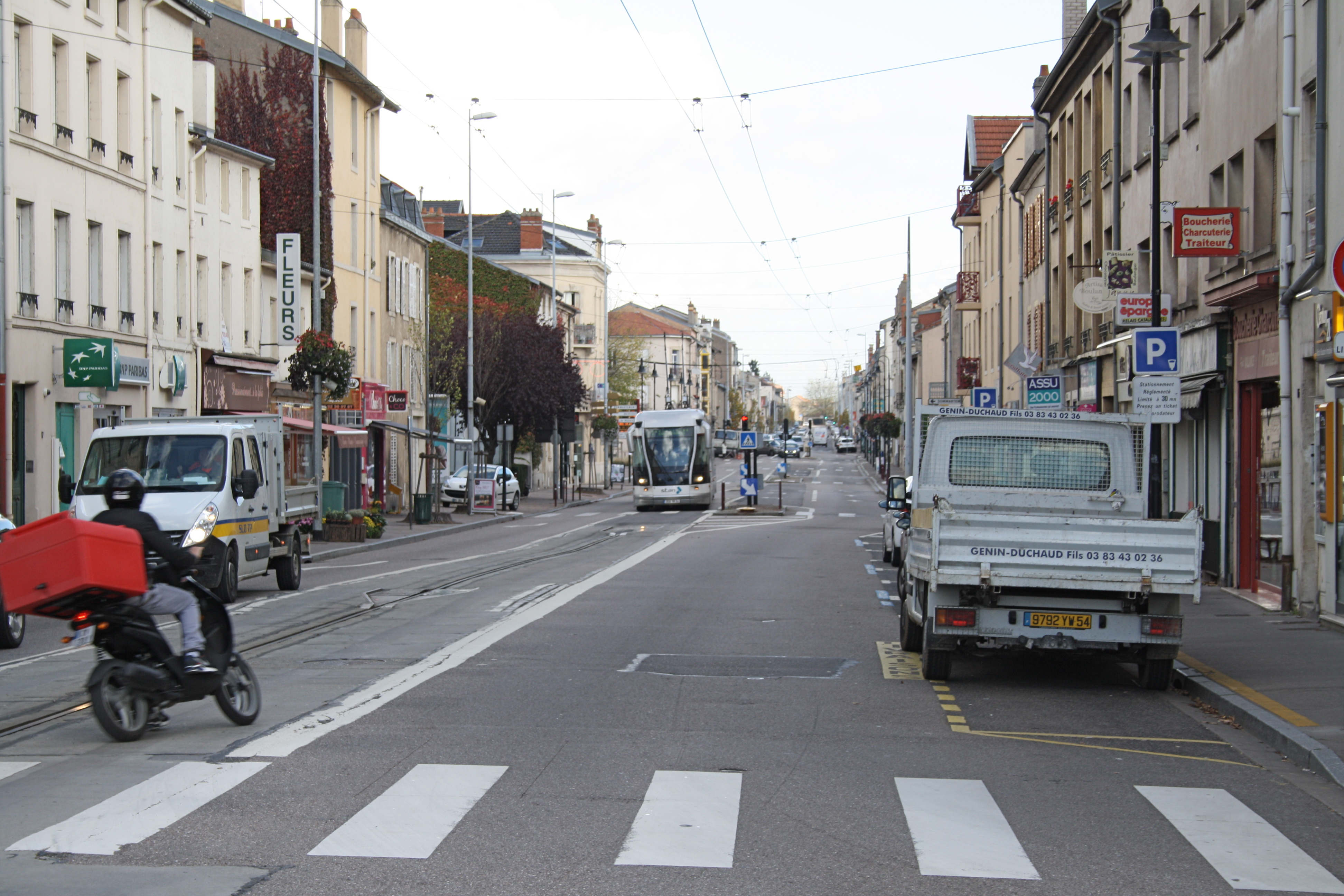
Avenue Carnot mit TVR-Oberleitungsbus am Beginn der Spurführung

Hauptachse ist die von Nancy nach Essey-lès-Nancy führende Avenue Carnot bzw. Départementsstraße 2074. Sie beginnt an der Brücke über die Meurthe und führt geradlinig in nordöstlicher Richtung nach Essey. Auf ihrer ganzen Länge verkehren TVR-Oberleitungsbusse der Linie 1 des Tramway de Nancy, vom Einfädelungsbereich der Spurführung am westlichen Ortsrand abgesehen vom Fahrer gelenkt im Straßenraum. Die Linie hat in der Gemeinde drei Haltestellen.
Parallel zum Fluss verläuft am westlichen Ortsrand mit der Rue Alexandre 1er die Départementsstraße 32A, nördlich der Avenue Carnot die Départementsstraße 33A. Der nächste Bahnhof ist der etwa drei Kilometer entfernte Bahnhof Nancy-Ville, der mit dem Tramway umsteigefrei zu erreichen ist.

## Städtepartnerschaft
- Walldorf, Deutschland, seit 1985

## Persönlichkeiten
- Manuel da Costa (* 1986), portugiesisch-marokkanischer Fußballspieler
- Philippe Djokic (* 1950), kanadischer Geiger und Musikpädagoge